# Rdest smáčknutý
Rdest smáčknutý (Potamogeton compressus, syn.: Potamogeton zosterifolius) je druh jednoděložných rostlin z čeledi rdestovité (Potamogetonaceae).

## Popis
Jedná se o jednoletou vodní rostlinu bez oddenku, přezimuje pomocí turionů. Patří mezi tzv. úzkolisté rdesty. Lodyha je až 90 cm dlouhá, dvouřízně smáčklá s křídlatými hranami. Listy jsou jednoduché, jen ponořené, přisedlé, střídavé, čepele jsou čárkovité, 7–21 cm dlouhé a 2,5–4,7 mm široké, pětižilné (vzácněji trojžilné), s 22 až 32 pruhy sklerenchymatických vláken, na špičce jsou špičaté až tupé s nasazeným hrotem. Palisty jsou vyvinuty, asi 2,2 až 5,5 cm dlouhé. Jedná se o jednodomou rostlinu s oboupohlavnými květy. Květy jsou v květenstvích, ve válcovitých klasech, obsahují 5 až 9 přeslenů květů a jsou na vrcholu asi 2,1–9,5 cm dlouhé stopky. Okvětí není rozlišeno na kalich a korunu, skládá se ze čtyř okvětních lístků, většinou nenápadných, hnědavých, někteří autoři je však považují za přívěsky tyčinek. Tyčinky jsou čtyři, srostlé s okvětím. Gyneceum je apokarpní, složené ze dvou (vzácně jednoho nebo tří) plodolistů. Semeník je svrchní. Plodem je nažka, na vrcholu s krátkým zobánkem.

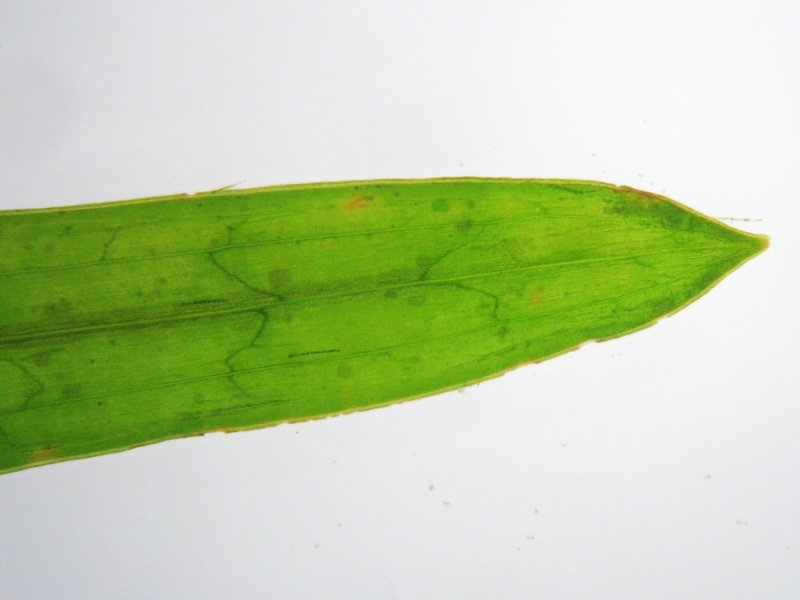
Detail špičky listu

## Rozšíření ve světě
Rdest smáčknutý roste roztroušeně v rozsáhlých oblastech Evropy (kromě jihu), Asie a Severní Ameriky. Rostliny ze Severní Ameriky jsou však někdy považovány za samostatný druh Potamogeton zosteriformis Fernald, jiní autoři je uznávají jen jako poddruh.

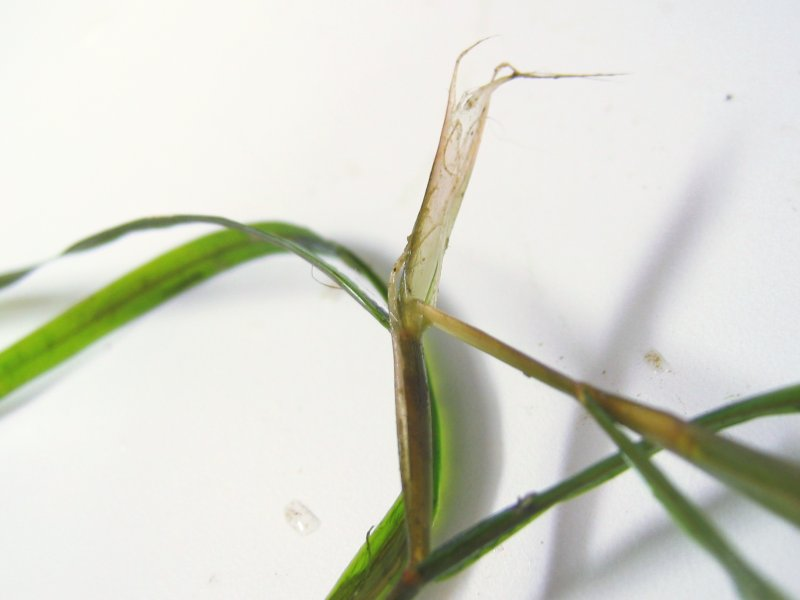
Detail lodyhy s palistem

## Rozšíření v Česku
V ČR jde o vyhynulý druh (kategorie A1). I v minulosti byl velice vzácný, všechny nálezy jsou starší 100 let, poslední doklad je z roku 1900. Několik lokalit se nacházelo na Broumovsku, v Pivovarských rybnících u Olivětína v rybnících u dolní části Ruprechtic. V 19. století byl nalezen ještě u Opavy, Kroměříže a u Baštinova u Havlíčkova Brodu. Někdy byl zaměňován s podobným rdestem ostrolistým.